# سوکره (ایالت)
ایالت سوکره (به اسپانیایی: Sucre) یکی از ایالت‌های ۲۳گانهٔ ونزوئلا است که در بخش شرقی این کشور واقع شده‌است. 
مرکز این ایالت، شهر کومانا است.

## نگارخانه

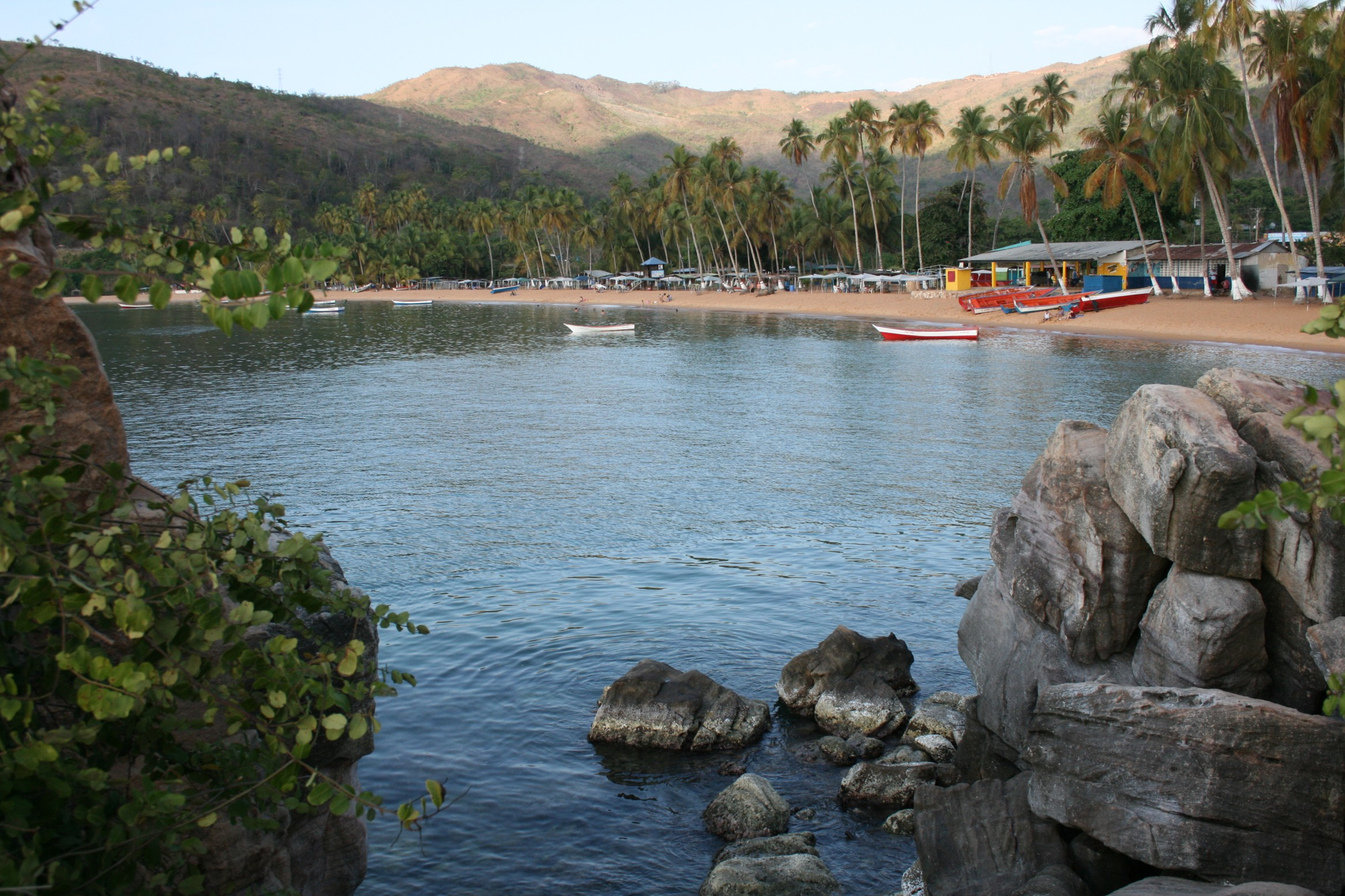
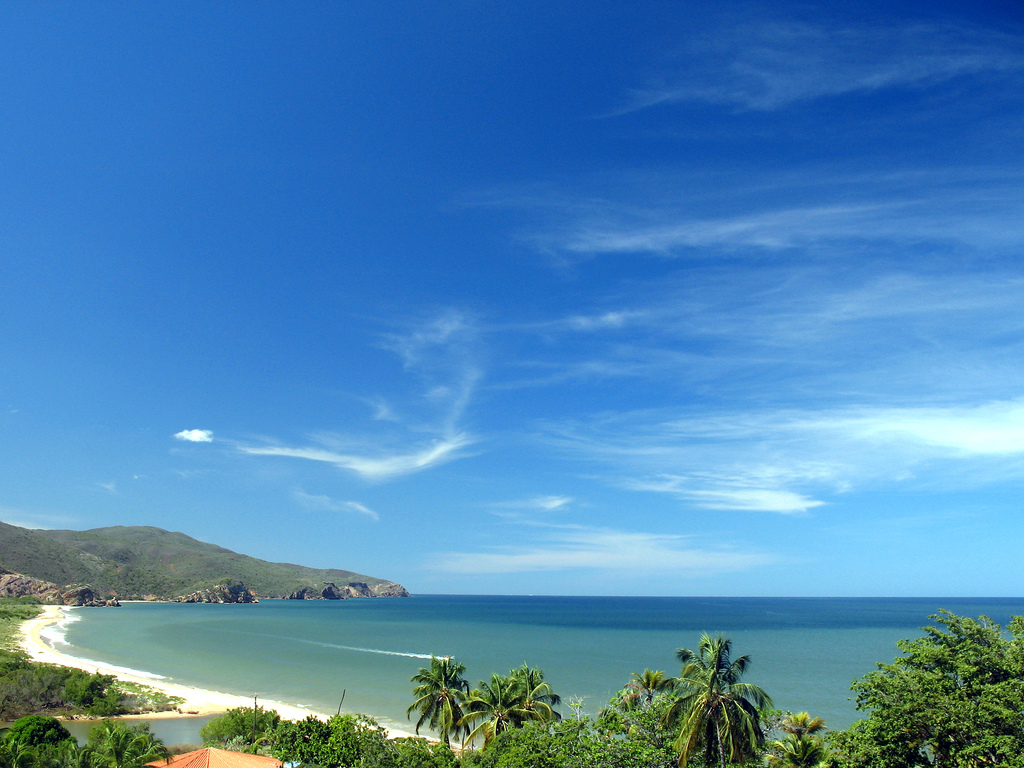
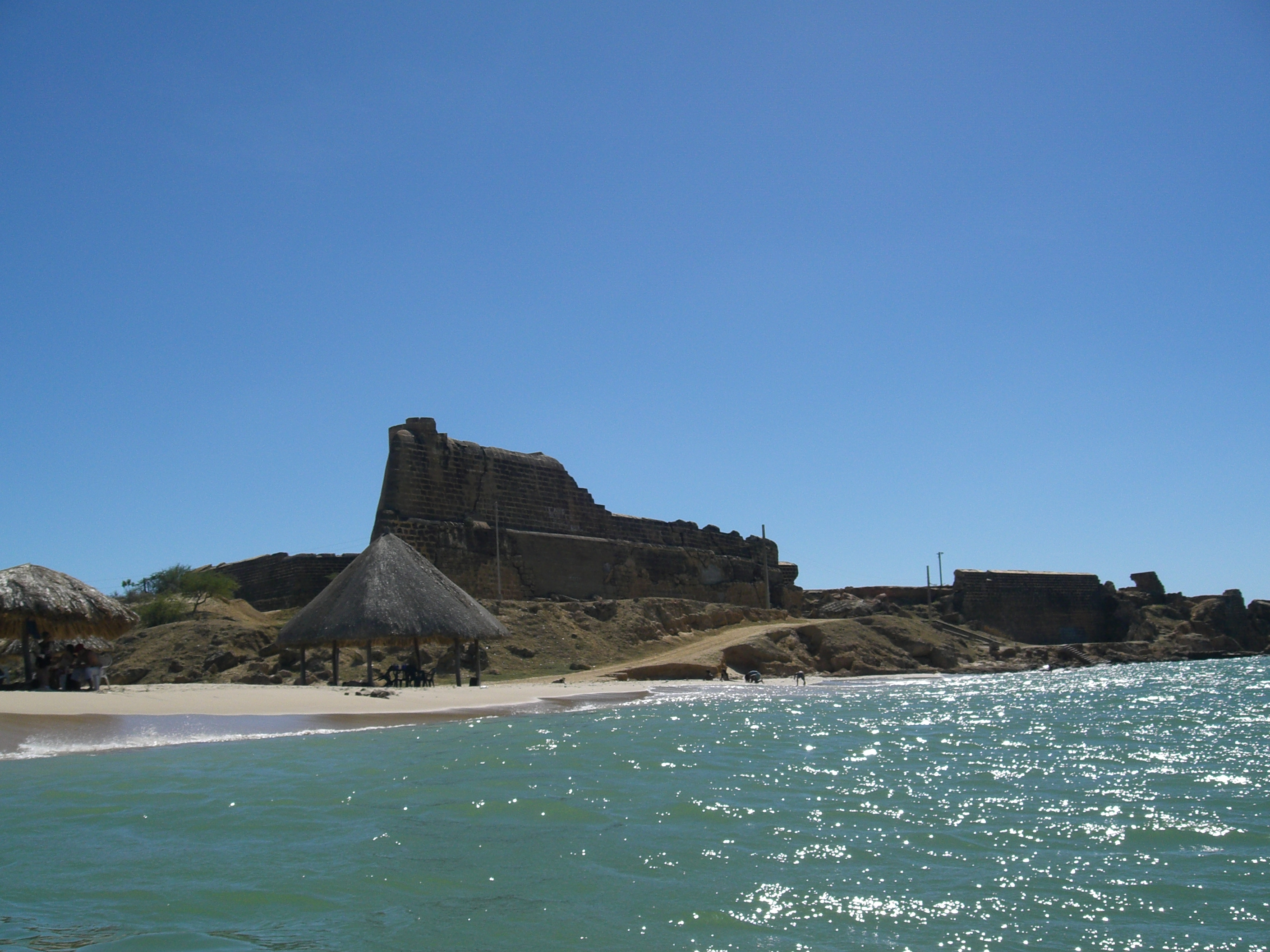

## خصوصیات
ایالت سوکره ۸۹۶٬۹۲۱ نفر جمعیت دارد.